# Iglesia de Santa María (Luanco)
La iglesia de Santa María de la Anunciación es un templo católico y sede de la parroquia asturiana de Luanco, en el municipio de Gozón (España). Está declarada Monumento Histórico Artístico
junto con el Palacio de los Menéndez Pola, y se sitúa en un pequeño cabo entre la Playa de Santa María y el Muelle de Luanco.

## Historia

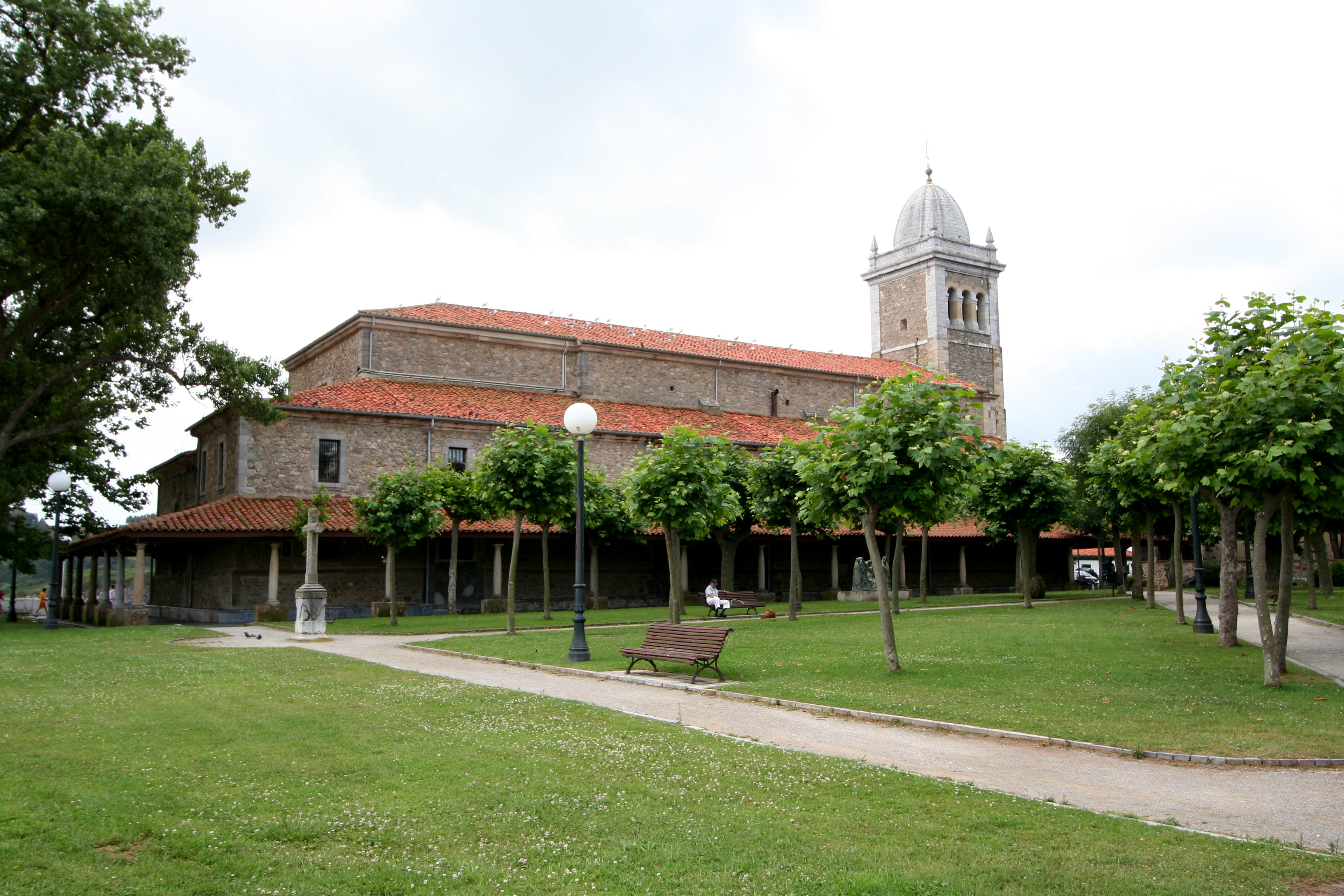
Exterior

A comienzos del siglo XVIII el templo parroquial de Luanco se había quedado pequeño, pues la población conoció un importante crecimiento. Esta iglesia fue protagonista de una disputa entre los habitantes del concejo y la poderosa familia Pola, propietaria del terreno. El templo fue acabado con un préstamo del monasterio de San Pelayo de Oviedo. Fue levantada en 1730 hipotecando todas las casas del pueblo, mientras que el Gremio de Mareantes financió los retablos y el camarín. El diseño correspondió al arquitecto gijonés Pedro Muiz Somonte, basado en la arquitectura barroca rural del norte de España.
Según la tradición, en un día de tempestad en el siglo XVIII, los habitantes de la villa realizaron una procesión con el Cristo de la iglesia para que los pescadores pudiesen llegar sanos y salvos a Luanco, casi 300 marineros de la villa y otras poblaciones. La tormenta se calmó, regresaron a puerto y desde entonces se le renombró como Cristo del Socorro, celebrando su fiesta en febrero.

## Descripción

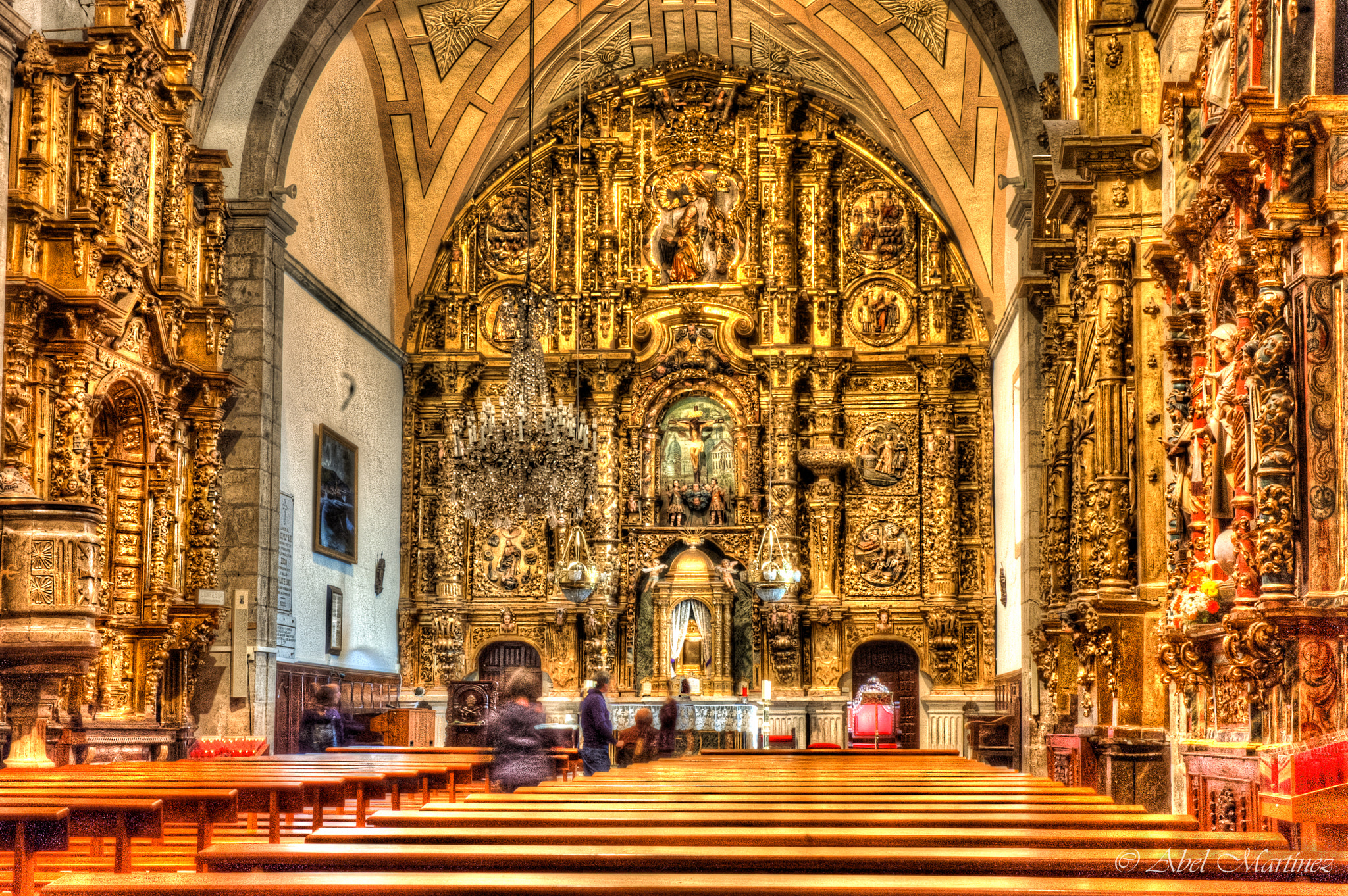
Interior y retablo.

Su estructura es de una sola nave dividida en cuatro tramos con arcos fajones, el inicial bajo el coro se cubre con bóveda de crucería y los restantes con estrellada. En el siglo XIX se le adosan diferentes dependencias y un piso más a la torre campanario, con balcón y reloj, que se remata con una cúpula apuntada. Los arquitectos Macario Ruiz y Rogelio Ruiz construyeron en este siglo el cabildo sobre columnas toscanas que rodea por completo el templo.
Hay un gran contraste entre la sobriedad exterior y el barroco interior, con ricos retablos, destacando el retablo mayor de 1739, con la imagen del Cristo del Socorro. Está dividido en tres calles y ático semicircular, las calles laterales son escenas de la vida de María. Está basado en el retablo Nuestra Señora del Rey Casto de la Catedral de Oviedo. Del resto de los retablos se perdió su imaginería original.